# 引木孝夫
引木 孝夫（ひきぎ たかお、1944年10月30日 - ）は、北海道釧路市出身の元アイスホッケー選手（フォワード）。

## 経歴
釧路市立鳥取小学校→鳥取中学校を経て、釧路工業高校卒業後の1963年に王子製紙へ入社。1年目の同年からセンターFWのレギュラーとなり、日本リーグでは1966年の第1回から1982年の引退まで17回連続出場し、その間に第1回最優秀選手になるなど最優秀選手3回・得点王2回・アシスト王3回、ベスト6に9度も選ばれるなど活躍。
日本代表FWとして世界選手権に7回、オリンピックに2回（1968年グルノーブル・1972年札幌）出場。世界選手権ではCグループで優勝2回、Bグループで準優勝3回に貢献し、1967年の世界選手権ではCグループながら全勝優勝して世界にその名を轟かせた。1970年にはBグループのベストFWに選出され、国際的にも名前を知られた。
アイスホッケーファンである女優の吉永小百合から御贔屓選手の一人に名前を挙げられるなど活躍し、チームでは1972年に主将に抜擢され、1973年からはコーチを兼任。
1978年からは選手兼任監督となり、1981年の開幕戦では第3ピリオドに出場して決勝点となるシュートを放つ。同年の日本リーグは世界選手権でCグループに転落したことで総当たり4回戦から6回戦に増やしたため長丁場となり、引木は試合後に「まさかシーズン最初の試合から出るとは思わなかった」「きつい」と言っている。
引退後の1983年からは監督専任としてチームを指揮。1987年の西武鉄道戦では第2ピリオド11分にGKを外して6人攻撃をかけたが、普通の6人攻撃は第3ピリオドの残り僅かで追うチームが敢行するものであった。引木は星野仙一と目黒のうなぎ屋で会食した際、星野に「あれは作戦ではありません。勝つんだ!と選手に決意を伝えたんです」とその時の状況を話し、聞いた星野は唸った。1990年に総監督に退くまで日本リーグで5回優勝するなど指導者としても高い評価を受けたほか、日本のアイスホッケー競技普及に尽力し、1995年退任。
退任後の同年9月25日には元プロ野球選手で苫小牧市出身の高沢秀昭と共に「苫小牧市スポーツマスター」の称号を授与され、現在は活動を終了している。

## 著書
- アイスホッケーの技術と戦術（講談社、1985年）ISBN 9784061414747